# Astride Gneto
Astride Gneto (ur. 24 kwietnia 1996) – francuska judoczka. Uczestniczka mistrzostw świata w 2021, a także srebrna medalistka w drużynie. Startowała w Pucharze Świata w 2015, 2016 i 2019. Zajęła siódme miejsce na mistrzostwach Europy w 2020; brązowa medalistka w drużynie w 2016, a także na igrzyskach śródziemnomorskich w 2018. Trzecia na MŚ juniorów w 2014 i 2015. Pierwsza na ME juniorów w 2015, druga w 2014 i trzecia w 2016. Mistrzyni Francji w 2016, 2019 i 2021 roku.
Jej siostra Priscilla Gneto, również jest judoczką.